# Feststelltaste

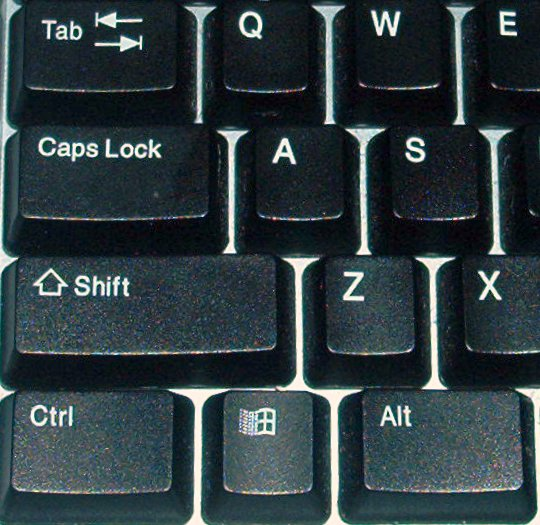
Caps Lock auf einer US-amerikanischen Computertastatur

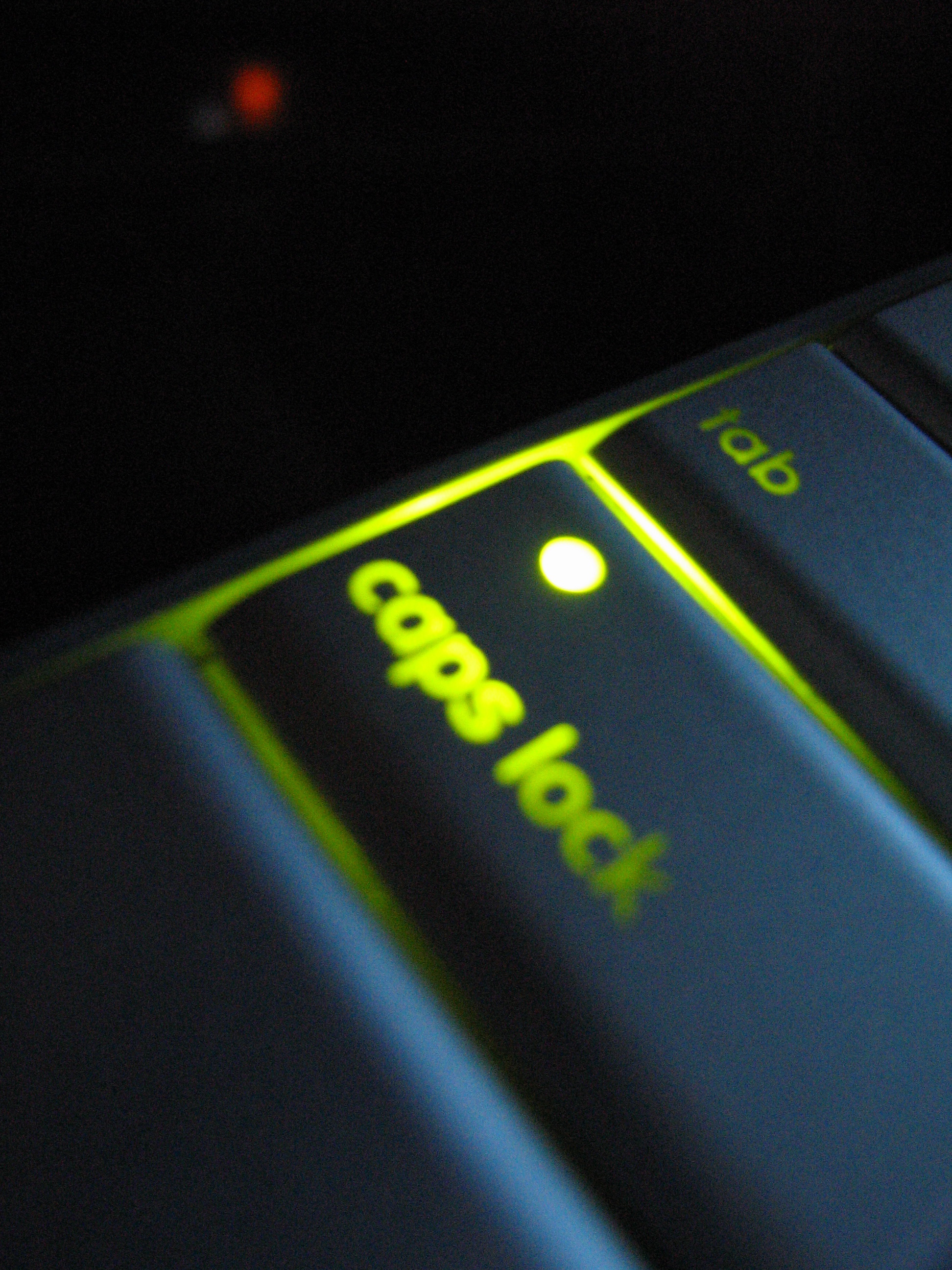
Feststelltaste mit integrierter Statusanzeige

Eine Feststelltaste (englisch Caps Lock) oder eine Umschaltsperre (englisch Shift Lock) befindet sich auf einer Computer- oder Schreibmaschinen-Tastatur direkt über der linken Umschalttaste (englisch Shift). Sie dienen zum permanenten Umschalten in eine Alternativbelegung der Tastatur. So hilft sie etwa bei der Eingabe von Text in Großbuchstaben (siehe Versalien).
Sie kann unterschiedlich beschriftet sein: Je nach Funktion finden sich beispielsweise die standardisierten Symbole ⇩ oder ⇪, ein Vorhängeschloss-Symbol (nicht standardisiert) oder auch der Aufdruck Caps Lock. Der Aufdruck Shift Lock wird praktisch nicht mehr verwendet.
Auf einigen (älteren) Tastaturen ist die Taste mit einer besonderen Mechanik ausgestattet, welche ein von den übrigen Tasten deutlich abweichendes taktiles Feedback liefert. Dabei wird die Funktion der Umschaltsperre einer mechanischen Schreibmaschine nachgeahmt: die Taste verbleibt nach Aktivierung in der heruntergedrückten Position und springt erst nach nochmaliger Betätigung wieder in die Ausgangsposition zurück. Ein Beispiel für eine solche Tastatur ist das Apple Extended Keyboard II, eine Anfang der 1990er Jahre produzierte, zum Apple Desktop Bus kompatible Tastatur mit Tastenmechanik des Herstellers Alps Denki. Oft ist die Taste auch zusätzlich oder anstatt der besonderen Mechanik mit einem Leuchtmittel zur Statusanzeige versehen.

## Funktion
Die Taste kann zwei verschiedene Funktionen haben:
- Eine aktivierte Umschaltsperre (Shift Lock; ⇩) wirkt so, als wäre die Umschalttaste permanent gedrückt. Damit wird bei Druck auf eine Buchstabentaste der entsprechende Großbuchstabe ausgegeben und bei Betätigung einer Zifferntaste das zugehörige Sonderzeichen.
- Eine aktivierte Feststelltaste (Caps Lock; ⇪) hingegen bewirkt, dass die Buchstaben großgeschrieben, die restlichen Tasten jedoch mit ihrer üblichen Belegung ausgegeben werden.

Auf deutschen Computertastaturen fungiert die Taste in der Regel als Umschaltsperre, auf schweizerischen oder amerikanischen Tastaturen als Feststelltaste. Windows folgt dieser Konvention und ändert die Funktion der Taste entsprechend der aktiven Tastaturbelegung. 
Für Deutschland kann in den Spracheinstellungen eine Tastaturbelegung namens „Deutsch (IBM)-Tastatur“ (früher „Deutsch (EDV)“) gewählt werden. Bei dieser Einstellung bewirkt die Taste, dass die Buchstaben großgeschrieben werden, aber z. B. die Zahlen weiterhin normal erreichbar sind. Unter macOS fungiert die Taste standardmäßig als Feststelltaste.

## Geschichte
Ursprünglich wurde die Taste auch auf unterschiedlichen Wegen deaktiviert – auf deutschen Tastaturen durch das Drücken der Umschalt-, auf schweizerischen oder amerikanischen Tastaturen durch ein erneutes Betätigen der Feststelltaste.
Der Ursprung der Umschaltsperre liegt in der mechanischen Schreibmaschinentastatur: Der Druck der Taste senkte den Typenwagen ab oder hob die Schreibwalze an, wobei im Gegensatz zur normalen Umschalttaste die Mechanik in dieser Stellung einrastete. In dieser Stellung wurde jeweils die Zweitbelegung der anderen Tasten aufs Papier gebracht. Ein Druck auf die linke Umschalttaste löste die Einrastung wieder.

## Modifikation der Feststelltaste
Unter den meisten Betriebssystemen kann die Taste deaktiviert werden, um ein versehentliches Betätigen zu vermeiden. Auch besteht die Möglichkeit, die Taste anders zu belegen, z. B. als Escape-Taste.